# Leandro Maygua
Leandro Marcelo Maygua Ríos (Tarija, 12 settembre 1992) è un calciatore boliviano, centrocampista del Real Tomayapo.